# VV Alterno
VV Alterno (nederländska: Volleybalvereniging Alterno) är en volleybollklubb från Apeldoorn, Nederländerna. Klubben bildades 27 juni 1973 genom en sammanslangning av klubbarna BBSC (Blokkers, Blue Stars en Smash Combinatie), grundad 1967 och United, grundad 1958. Klubbens namn var då AVV Alterno, där det extra A:et stod för alternatief. Efter att CB Lions anslöt 1995 fick klubben sitt nuvarande namn.
Under många år har klubben växt sakta men säkert och har totalt omkring 750 spelare. Damlaget har som bäst blivit nederländska mästare, vilket de blev 2014 och cupmästare, vilket de blev 2013. Herrlaget har som bäst vunnit näst högsta serien (och därmed kvalificerat sig för Eredivisie), vilket de gjorde 2015. Klubbens lag i sittande volleyboll blev nederländska mästare 2012.